# Pakostov
Pakostov es un municipio del distrito de Humenné en la región de Prešov, Eslovaquia, con una población estimada a final del año 2024 de 434 habitantes.
Se encuentra ubicado al sureste de la región, cerca de los ríos Cirocha y Laborec (cuenca hidrográfica del río Tisza) y de la frontera con la región de Košice.

## Demografía
| Año        | 1994 | 2004    | 2014    | 2024    |
| ---------- | ---- | ------- | ------- | ------- |
| Población  | 503  | 495     | 463     | 434     |
| Diferencia |      | −1,59 % | −6,46 % | −6,26 % |

| Año        | 2023 | 2024    |
| ---------- | ---- | ------- |
| Población  | 445  | 434     |
| Diferencia |      | −2,47 % |